# Машкін Олег Валерійович
Олег Валерійович Машкін (30 травня 1979, м. Миколаїв) — український боксер, чемпіон Європи, срібний призер чемпіонату світу, учасник Олімпійських ігор, заслужений майстер спорту України (2003).

## Біографія
До занять боксом в дитинстві займався спортивною гімнастикою, дзюдо. Перші тренери Сергій Меджидов, Сергій Корчинський. З 18 років тренується під керівництвом заслуженого тенера України Віктора Запорожця.
У 1996 закінчив Миколаївське вище училище фізичної культури, в 2000 — Миколаївський державний університет (вчитель фізичної культури і валеології, керівник спортивних секцій, організатор туристичної роботи). У 2009 році закінчив інститут післядипломної освіти Таврійського національного університету ім. Вернадського за фахом спеціаліста з фінансів.
Із січня 1997 до грудня 2005 — спортсмен-інструктор штатної збірної команди України з боксу.
З листопада 2007 до липня 2011 — віце-президент громадської організації клуб боксу «Миколаїв».
У жовтні 2014 — помічник Миколаївського міського голови.
З жовтня 2014 — заступник начальника управління у справах фізичної культури і спорту Миколаївської міської ради.
21 липня 2016 року міський голова Миколаєва Олександр Сєнкевич призначив Олега Машкіна начальником управління з питань фізичної культури і спорту.
У 2003 отримав звання «Городянин року» у номінації «Фізкультура і спорт».

## Спортивні досягнення
Багаторазовий переможець і призер різних міжнародних змагань серед юнаків (1996), срібний призер чемпіонату світу серед юніорів (1996). Чемпіон України в 2000, 2001, 2002. Чемпіон Європи 2002, срібний призер чемпіонату світу 2003 року. На Олімпійських іграх 2004 року в Афінах посів п'яте місце.